# Eriocnemis
Genre
Eriocnemis,  (du grec ἔριον / érion (« laine, duvet ») et κνημίς / knèmis (« jambière, botte »)) est un genre d'oiseaux-mouches (famille des trochilidés), de la sous-famille des Lesbiinae, de la tribu des Heliantheini. Le nom scientifique de ce genre fait référence à une caractéristique de ces oiseaux qui ont les pattes recouvertes d'une volumineuse touffe de plumes duveteuses, généralement blanches, particularité que partage le genre Haplophaedia. Une autre particularité de ce genre est la queue légèrement fourchue et relativement courte de ses membres.

## Liste des espèces
D'après la classification de référence (version 2.5, 2010) du Congrès ornithologique international, ce genre est constitué des espèces suivantes (par ordre phylogénique) :
- Eriocnemis nigrivestis – Érione à robe noire
- Eriocnemis isabellae – Érione d'Isabella
- Eriocnemis vestita – Érione pattue
- Eriocnemis derbyi – Érione de Derby
- Eriocnemis godini – Érione turquoise
- Eriocnemis cupreoventris – Érione à ventre cuivré
- Eriocnemis luciani – Érione de Buquet
- Eriocnemis mosquera – Érione à poitrine d'or
- Eriocnemis glaucopoides – Érione à front bleu
- Eriocnemis mirabilis – Érione multicolore
- Eriocnemis aline – Érione d'Aline